# Deutscher Schauspielpreis 2018
Die Verleihung des Deutschen Schauspielpreises 2018 fand am 14. September im Berliner Zoo Palast statt. Moderiert wurde die Veranstaltung von Hans-Werner Meyer, Michael S. Ruscheinsky, Nadine Heidenreich und Christian Senger.
Die Nominierungs-Jury bestand aus Angelika Bartsch (Präsidentin), Uygar Tamer, Victoria Trauttmansdorff, Gesine Cukrowski, Ann-Kathrin Kramer, Ulf Peter Schmitt und Christian Lex. Die Nominierungen wurden am 15. Juni 2018 im Kornversuchsspeicher in Berlin-Moabit bekanntgegeben.

## Preisträger und Nominierte

### Schauspielerin in einer Hauptrolle
Rosalie Thomass – Eine unerhörte Frau und Paula Beer – Bad Banks (zwei Preisträgerinnen aufgrund von Stimmengleichheit)
Verena Altenberger – Die beste aller Welten

### Schauspieler in einer Hauptrolle
Barry Atsma – Bad Banks
Sascha Alexander Geršak – Gladbeck
Peter Kurth – Babylon Berlin

### Schauspielerin in einer Nebenrolle
Leonie Benesch – Babylon Berlin
Marie Rosa Tietjen – Gladbeck
Ulrike Krumbiegel – Polizeiruf 110: Muttertag

### Schauspieler in einer Nebenrolle
Albrecht Schuch – Gladbeck
Bernd Hölscher – Der Hauptmann
Robert Gwisdek – 3 Tage in Quiberon

### Schauspielerin in einer komödiantischen Rolle
Lina Beckmann – Fühlen Sie sich manchmal ausgebrannt und leer?
Carol Schuler – Zweibettzimmer
Ilse Neubauer – Falsche Siebziger

### Schauspieler in einer komödiantischen Rolle
Jörg Schüttauf – Vorwärts immer!
Heinz Strunk – Jürgen – Heute wird gelebt
Charly Hübner – Jürgen – Heute wird gelebt

### Nachwuchs
Jonathan Berlin – Die Freibadclique
Stephanie Amarell – Die Familie
Emma Bading – Lucky Loser – Ein Sommer in der Bredouille
Jonas Daßler – Das schweigende Klassenzimmer

### Starker Auftritt
Eva-Ingeborg Scholz – Tatort: Die Liebe, ein seltsames Spiel
Andrea Sawatzki – Casting
Gerdy Zint – In den Gängen
Cem-Ali Gültekin – Nord bei Nordwest – Waidmannsheil

### Ensemble
für  Gladbeck 

### Ehrenpreis „Lebenswerk“
für Peter Simonischek

### Ehrenpreis „Inspiration“
für Carl Bergengruen

### Sonderpreis „Starker Einsatz“
für Barbara Rohm und Birgit Guðjónsdóttir

### Sonderpreis „Weiter Horizont“
für Michael Brandner